# بيل سميث (سباح)
بيل سميث (بالإنجليزية: Bill Smith)‏ (16 مايو 1924 – 8 فبراير 2013) كان سباح، من الولايات المتحدة، مثّل بلاده في الألعاب الأولمبية الصيفية 1948، وسباحة في الألعاب الأولمبية الصيفية 1948 – رجال 400 متر سباحة حرة ‏، وسباحة في الألعاب الأولمبية الصيفية 1948 – رجال 4 × 200 متر سباحة حرة تناوب ‏.

## وصلات خارجية
- بيل سميث على موقع قاعة مشاهير السباحة العالمية (الإنجليزية)
- بيل سميث على موقع أوليمبيديا (الإنجليزية)
- بيل سميث على موقع قاعة هاواي للمشاهير الرياضية (مؤرشف) (الإنجليزية)